# Valečsko
Krajinná památková zóna Valečsko je část krajinného celku v Doupovských horách, která byla Ministerstvem kultury České republiky v souladu se zákonem o státní památkové péči prohlášena za krajinnou památkovou zónu vyhláškou č. 208/1996. Památkově chráněná zóna zaujímá rozlohu 1 810 ha na katastrálním území obce Valeč v okrese Karlovy Vary v Karlovarském kraji, přičemž část území krajinné památkové zóny zasahuje do okresu Louny v Ústeckém kraji.

## Geografická poloha
Chráněné území zahrnuje komponovanou barokní krajinu kolem někdejšího městyse Valeč ve východní části Karlovarského kraje. Valeč leží na jihovýchodním úpatí Doupovských hor v nadmořské výšce 500–550 metrů mezi údolími Mlýneckého potoka a jeho pravostranného přítoku. Severozápadně od obce se nachází vrch Prokopy (748,6 m n. m.), na severu Jedliny (701,9 m n. m.) a na východě se zvedá nejzazší výběžek Doupovských hor Šibeniční vrch (618,7 m n. m.).
Oblast Valče je poměrně izolovaná a značně vzdálená od ostatních větších sídel v regionu. Nejbližšími městečky jsou zhruba 12–16 km vzdálené Podbořany a Vroutek na Lounsku, ještě vzdálenější jsou dvě větší města na severu: Kadaň a Klášterec nad Ohří v okrese Chomutov v Ústeckém kraji. Od Karlových Varů, metropole administrativně příslušného okresu a kraje, je Valeč vzdálena po silnici zhruba 35 km, přičemž mezi obcí a krajským městem se nachází zóna Vojenského újezdu Hradiště.
Hranice chráněné památkové zóny vychází od hájovny Sklárna, vzdálené vzdušnou čarou necelé 2 km od Valče, směrem k území přírodní památky Valeč. Po překročení Mlýneckého potoka a hřebenu Jedlin pokračuje do osady Ořkov, odtud pak dále k osadě Hlína a ke vsi Vrbička, která je částí města Vroutek v okrese Louny. Od Vrbičky míří hranice chráněného území směrem na východ k osadě Dvorek, kde se stáčí na jih ke vsi Skytaly. Tuto ves obchází po jejím východním okraji a poté postupuje jihozápadním směrem k Dolnímu a Hornímu Záhoří, které administrativně přináležejí k Lubenci. Zde hranice památkové zóny vede souběžně s místní silnicí směrem na západ. Překračuje opět hranici Ústeckého a Karlovarského kraje a kolem Nahořečic a Kostrčan, které jsou součástí obce Valeč, vede dále na západ k severnímu okraji obce Vrbice. V tomto místě se hranice krajinné památkové zóny obrací k severu a po silnici II/194 míří k osadě Bělá a odtud po místní komunikaci opět k hájovně Sklárna.

## Předmět ochrany
Předmětem ochrany je unikátní komponovaný celek barokní krajiny, jehož jádrem je městská památková zóna Valeč se zámkem a zámeckým parkem, s kostely Nejsvětější Trojice a Narození sv. Jana Křtitele a souborem barokních domů v městečku pod zámkem, z nichž mezi nejvýznamnější patří dům zámeckých kaplanů, panský hospital a panský dům. Jen v případě samotného zámku, který byl zapsán na státní seznam kulturních památek v roce 1964, jsou pod číslem rejstříku 45085/4-1109 uvedeny tři desítky položek, náležejících k této nemovité památce. Nedílnou součástí zdejší krajiny je komponovaná zámecká zahrada, která byla založena v letech 1695–1712. Tu doplňují další prvky, jako je teatron, iluzivní brány a hrádek Neuhaus. Další četné sakrální i světské památky se nacházejí v okolí. Je to například kostel sv. Markéty a hrázděný dům ve Skytalech, zbytky vodní tvrze v Jeřeni, zámeček v Kostrčanech nebo zřícenina tvrze Lina u osady Hlína.

## Fotogalerie

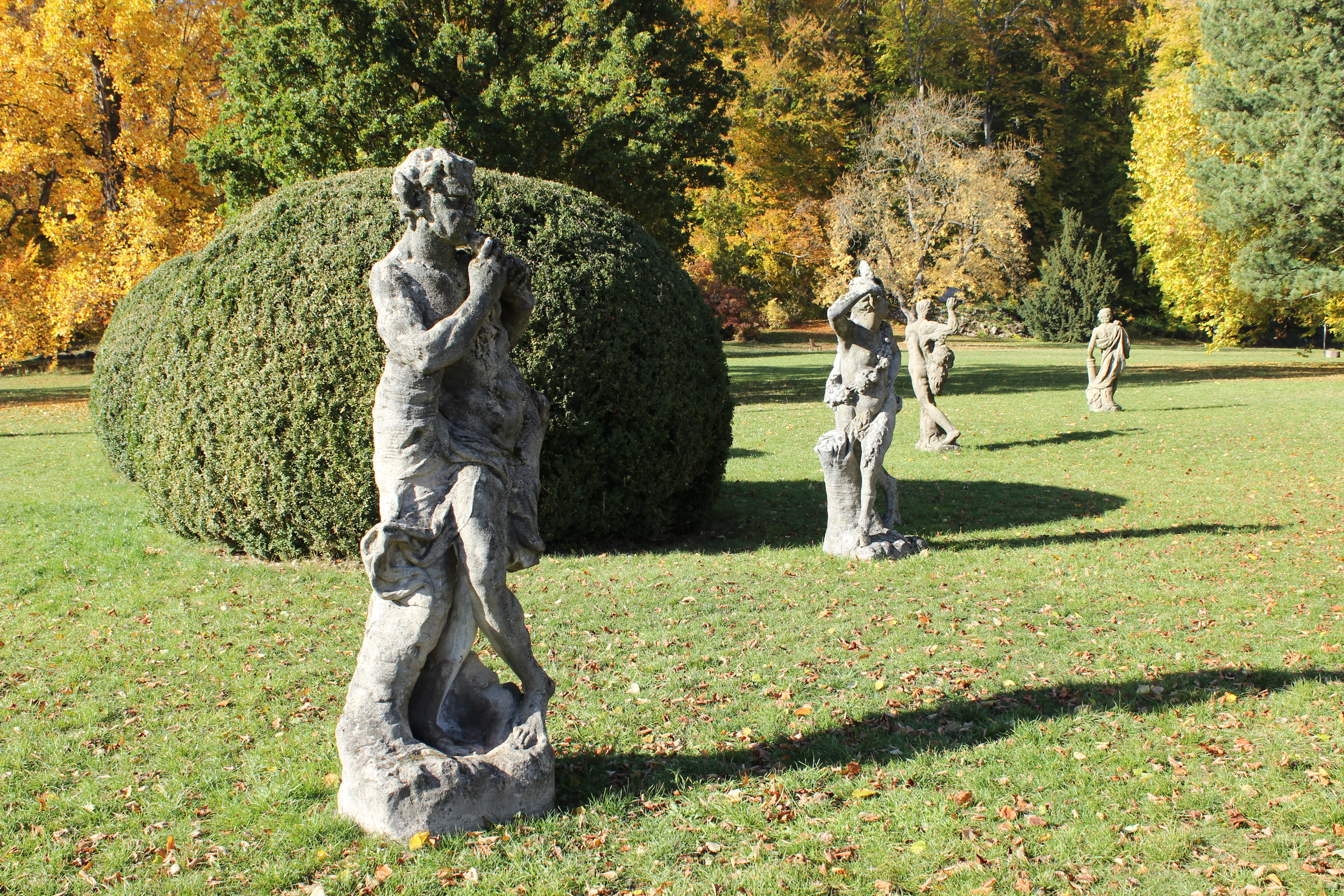
Kopie soch M. Brauna v zámeckém parku
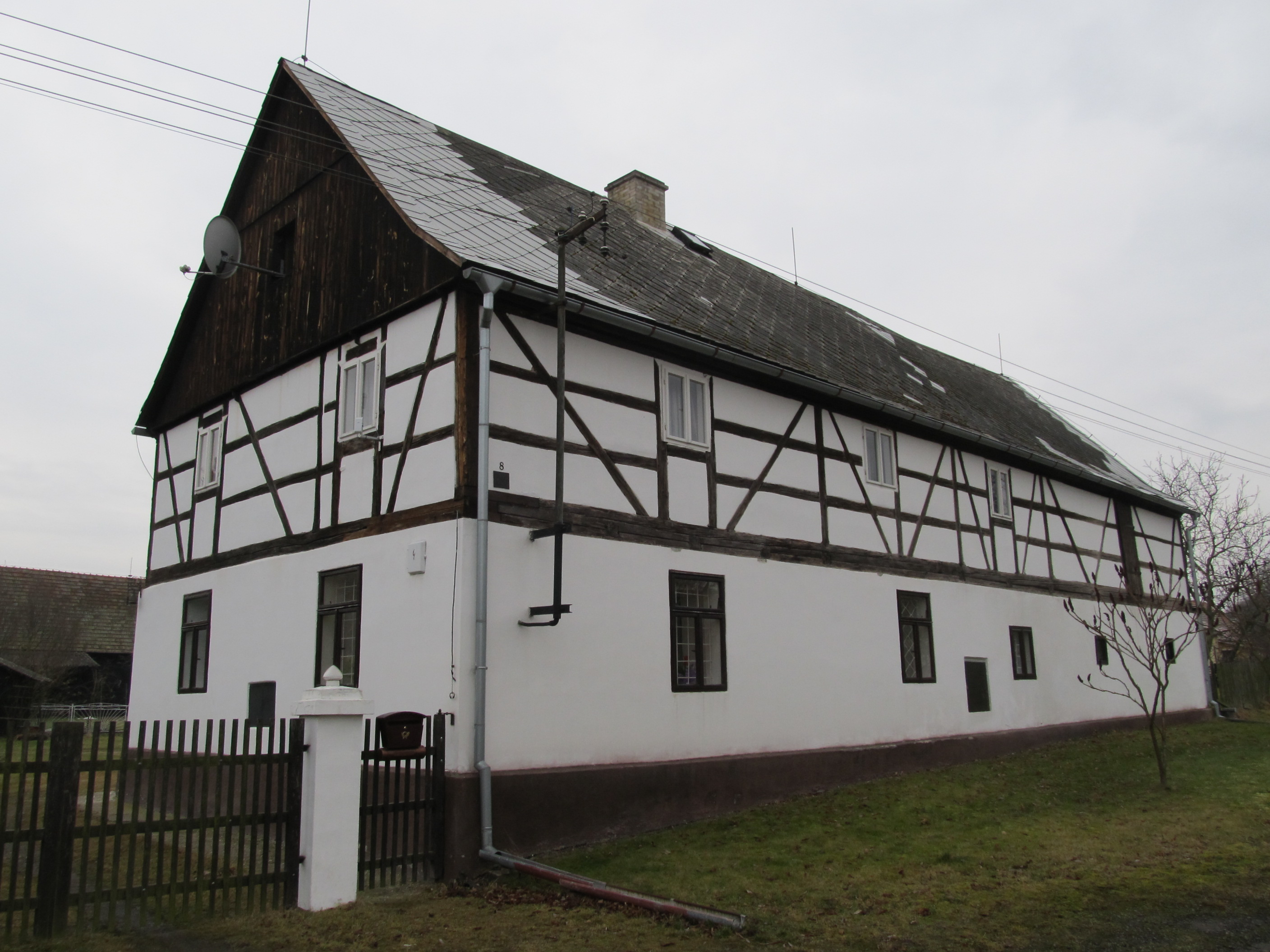
Hrázděný dům č. p. 8 ve Skytalech
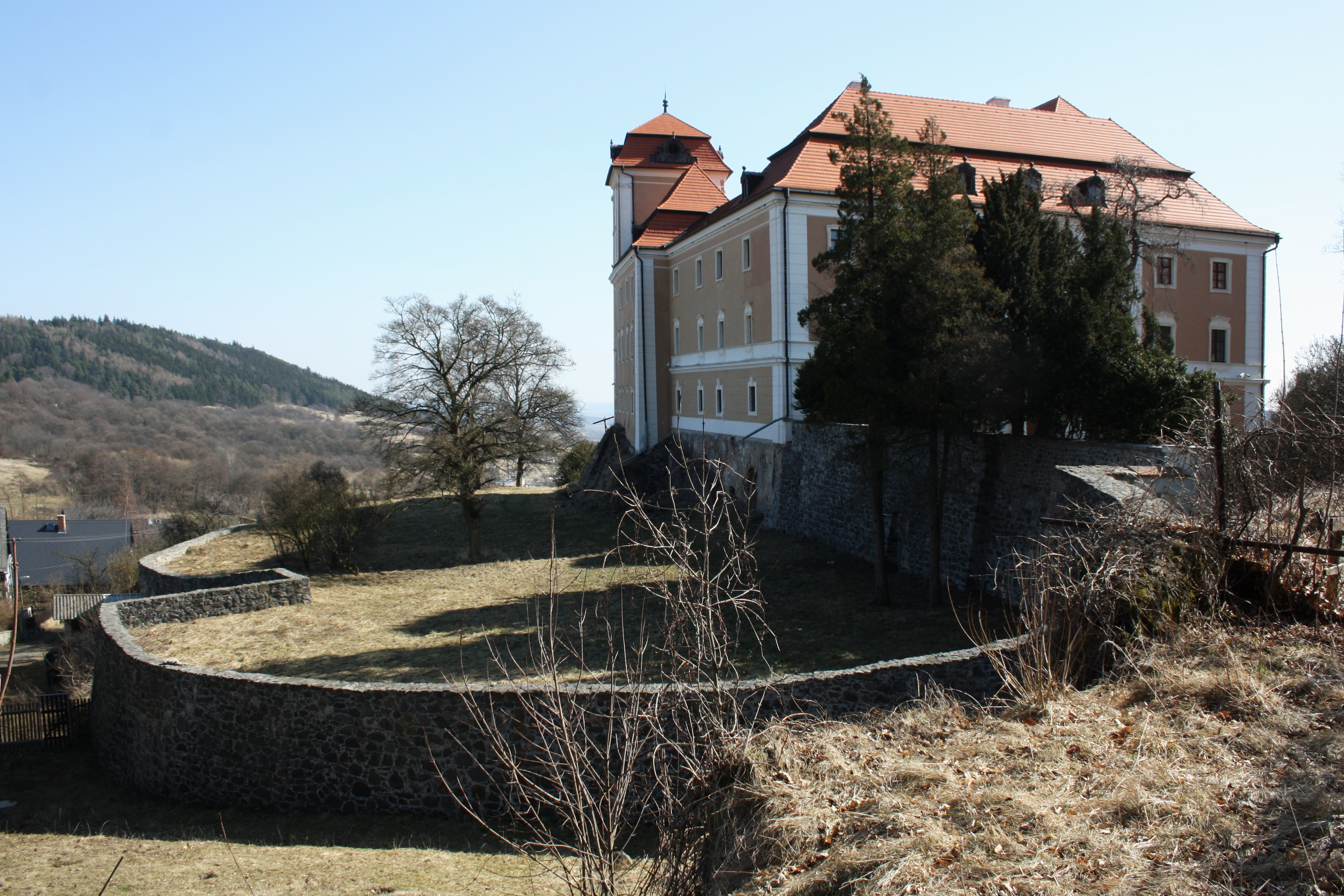
Barokní terasy u zámku ve Valči
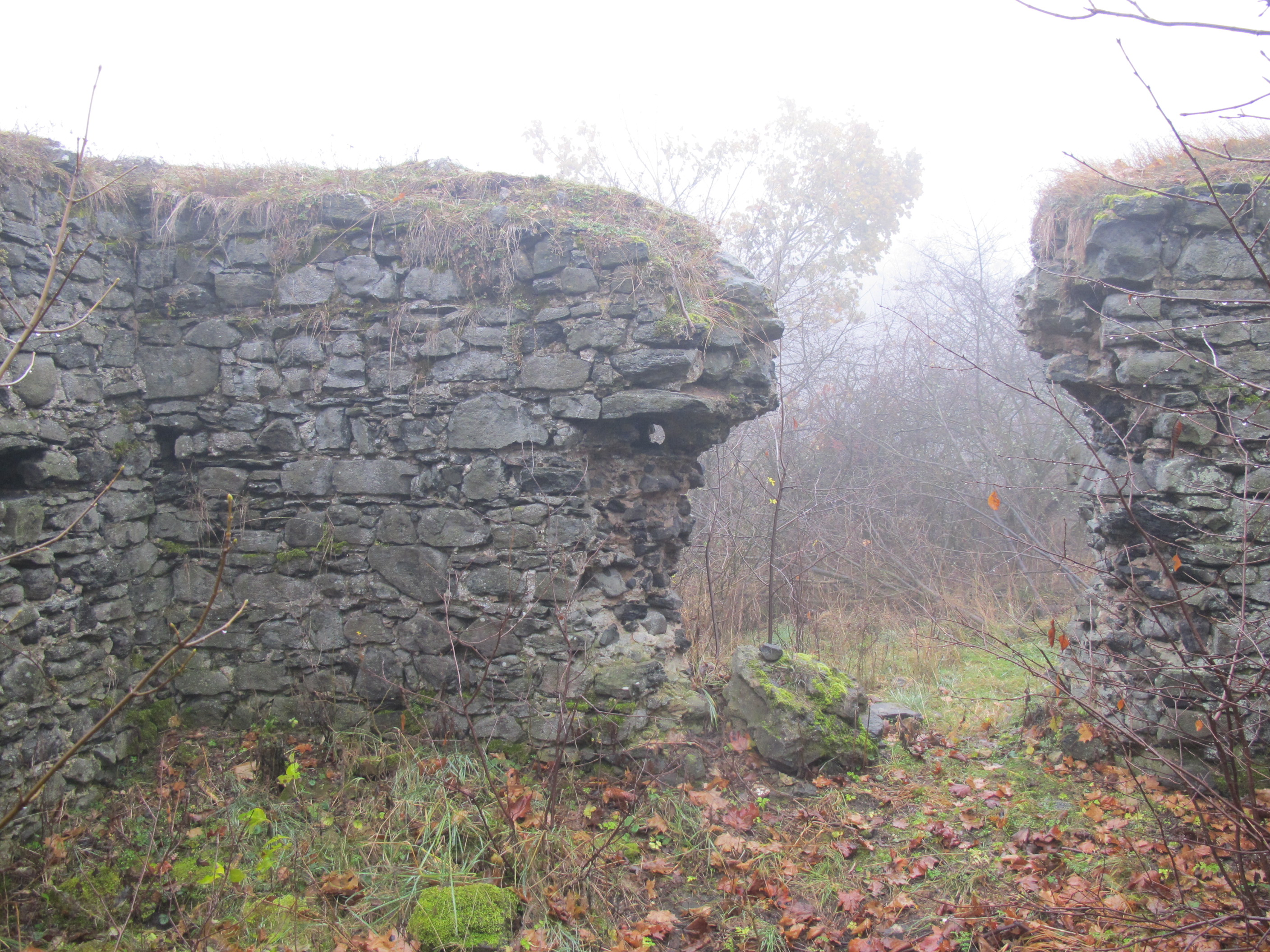
Pozůstatky tvrze Lina nedaleko Hlíny
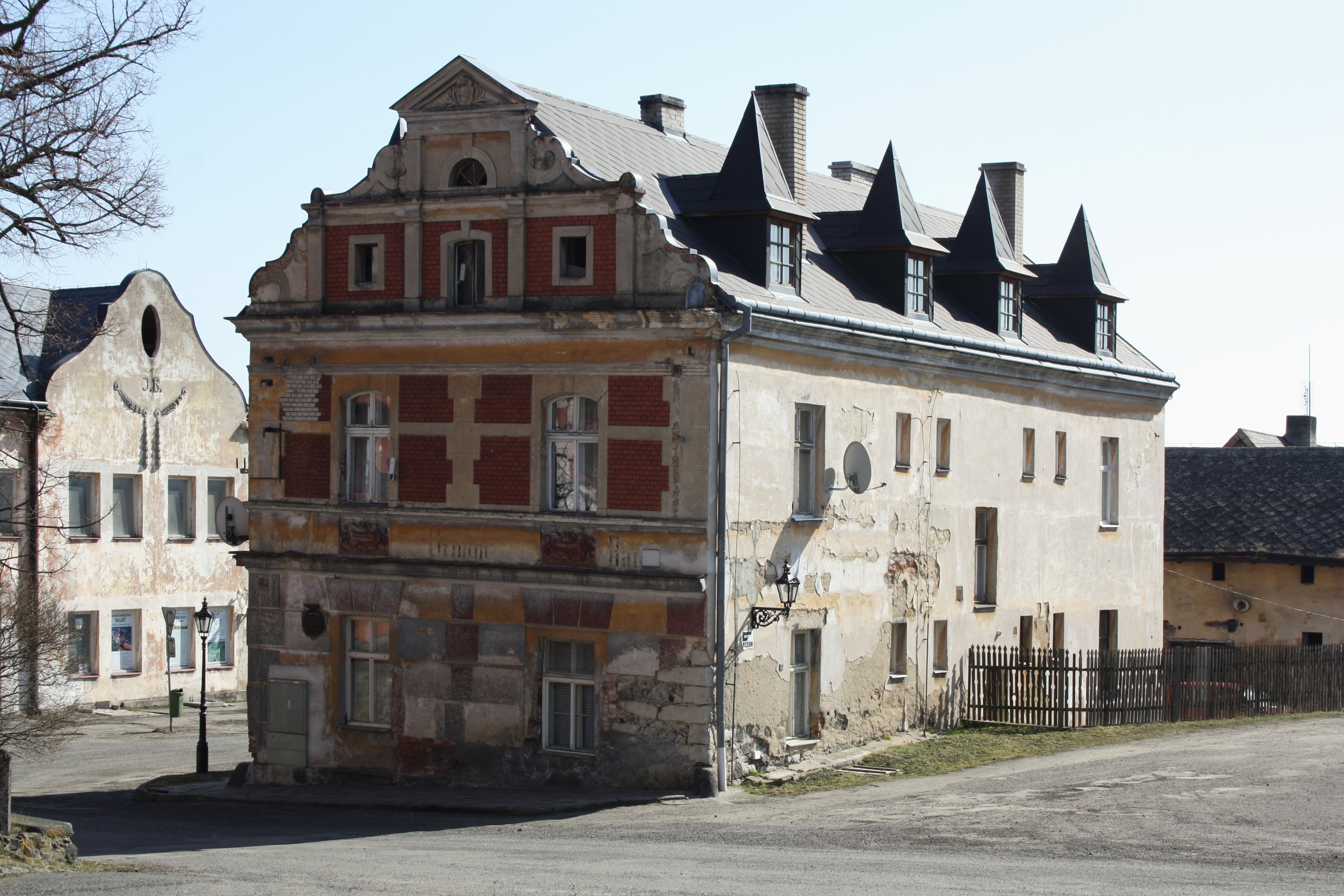
Barokní budovy ve Valči (stav v r. 2012)